# محمد بن الاشعث الخزاعی
محمد بن الاشعث الخزاعی (انگلیسی: Muhammad ibn al-Ash'ath al-Khuza'i؛ درگذشته ۷۶۶) فرمانروای مصر در دوران خلافت عباسی بود.